# Церковь Михаила Архангела (Липецк)
Церковь Михаила Архангела (Михайло-Архангельская церковь) — действующий православный храм в городе Липецке.
Адрес: Липецкая область, город Липецк, Краснознамённая, 8а.
Храм построен по проекту липецкого архитектора Анатолия Ивановича Мозолевского.

## История
Строительство церкви началось в мае 2002 года, когда под её сооружение была отведена территория в сквере напротив Дворца культуры Тракторного завода. Торжественное освящение места строительства и закладка камня в основание будущего храма были совершены 24 июня 2002 года митрополитом Воронежским и Липецким Мефодием. Божественная литургия служилась до конца осени 2002 года на месте строительства на переносном алтаре. Нижний храм во имя преподобного Симеона Столпника был открыт для богослужений 21 ноября 2004 года.
Имеется церковная воскресная школа.
Настоятель: протоиерей Геннадий Николаевич Рязанцев.
По состоянию на 2019 год в храме продолжается внутренняя отделка.

Фотогалерея
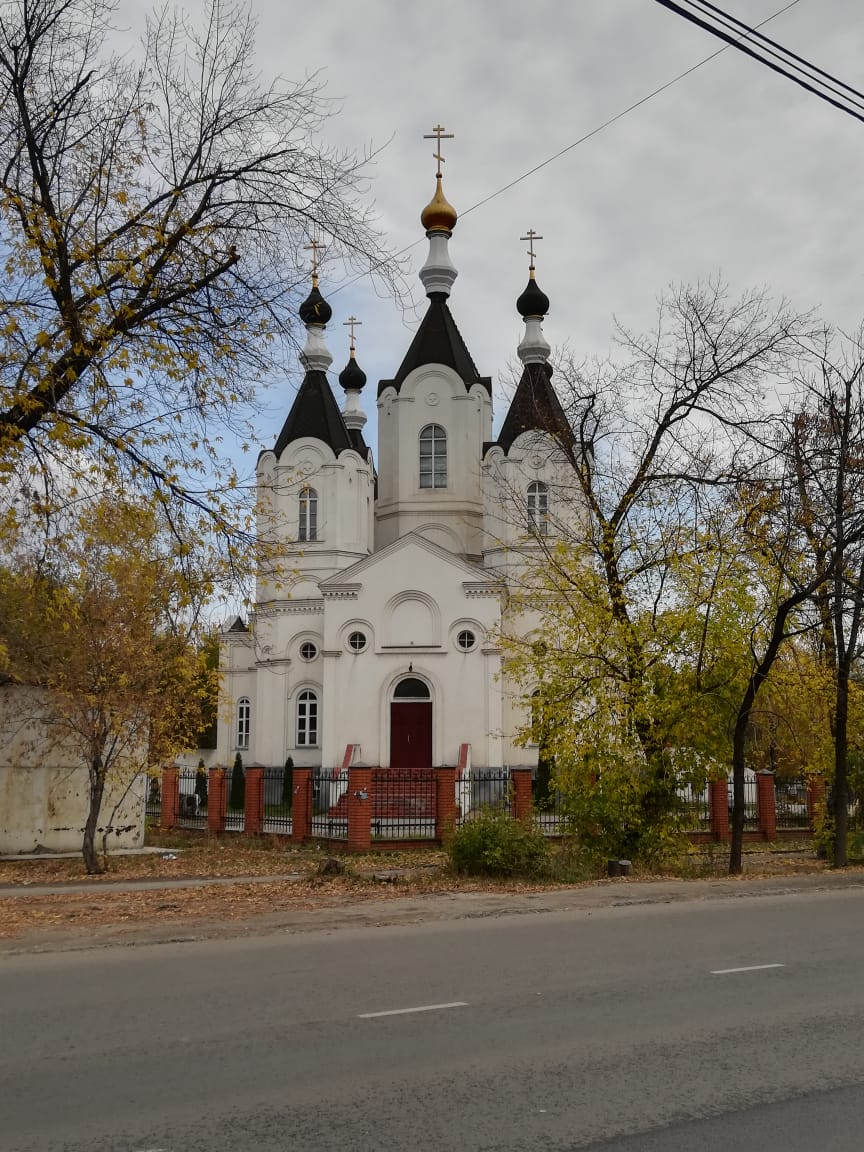
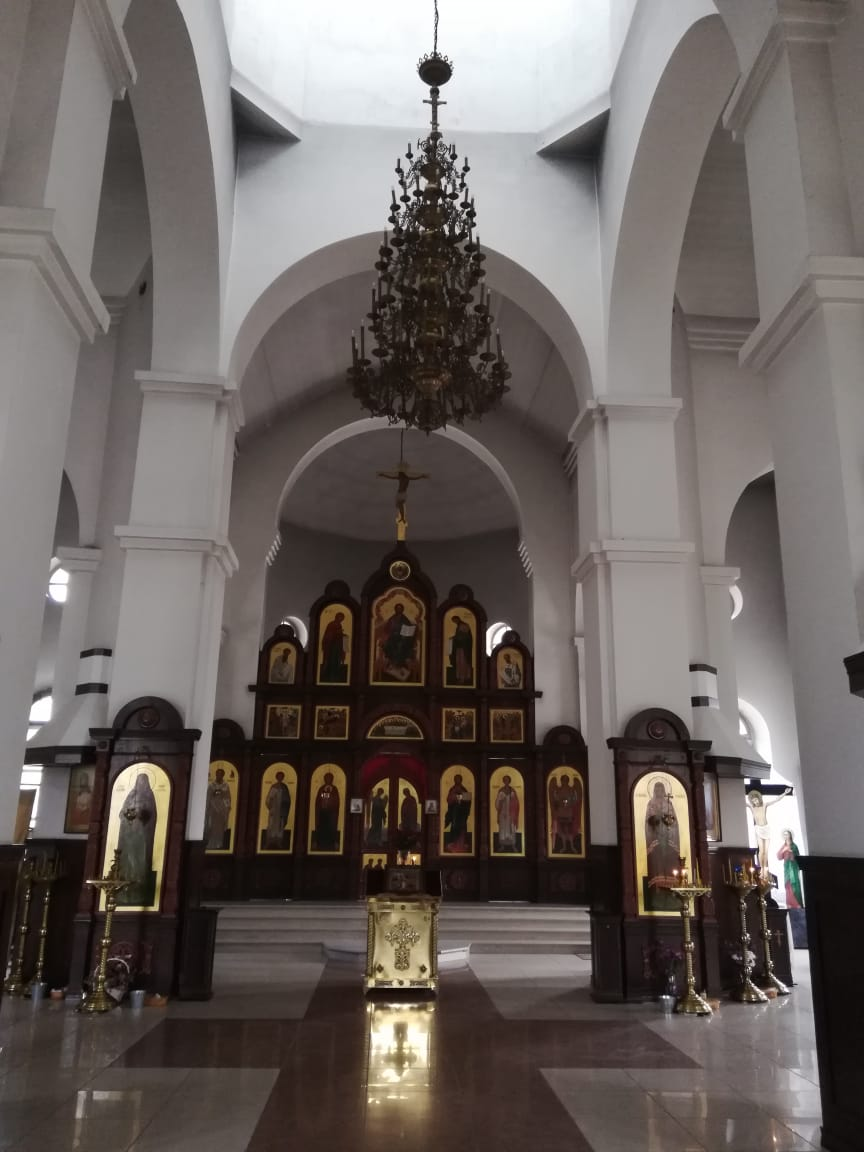
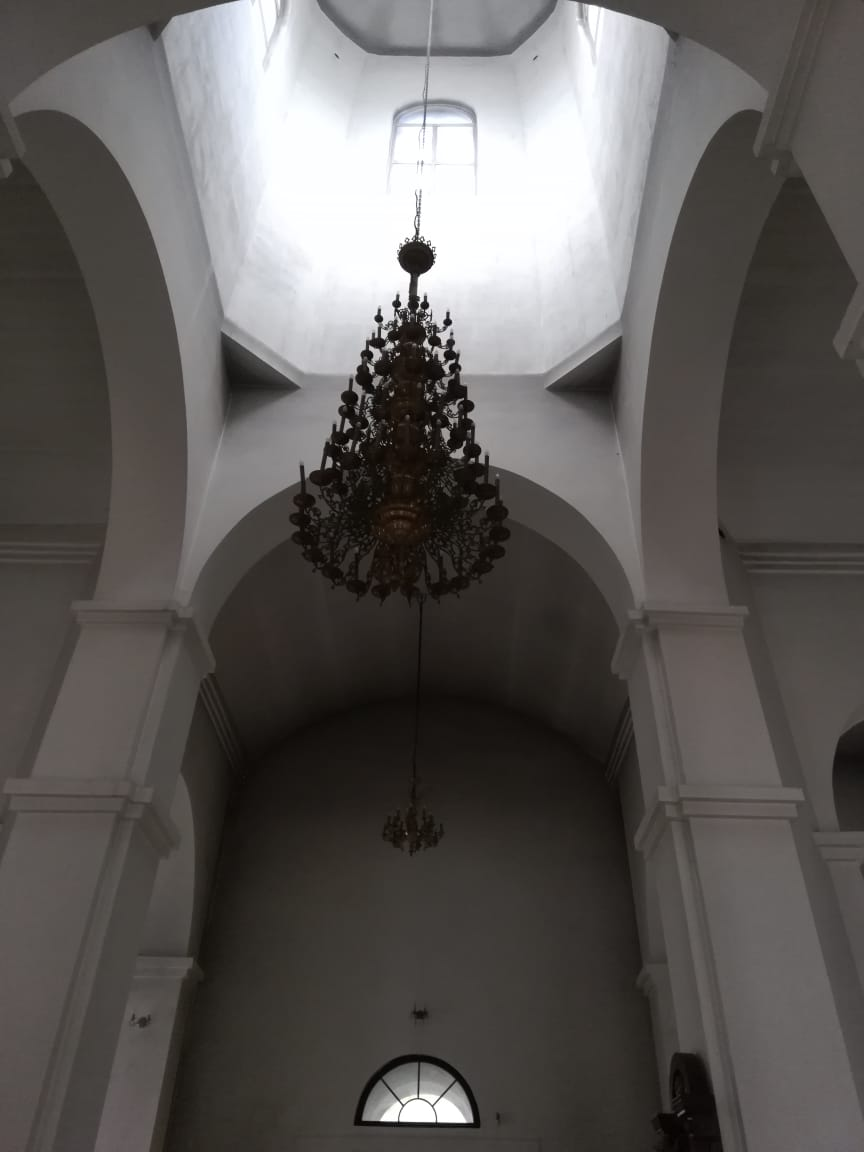
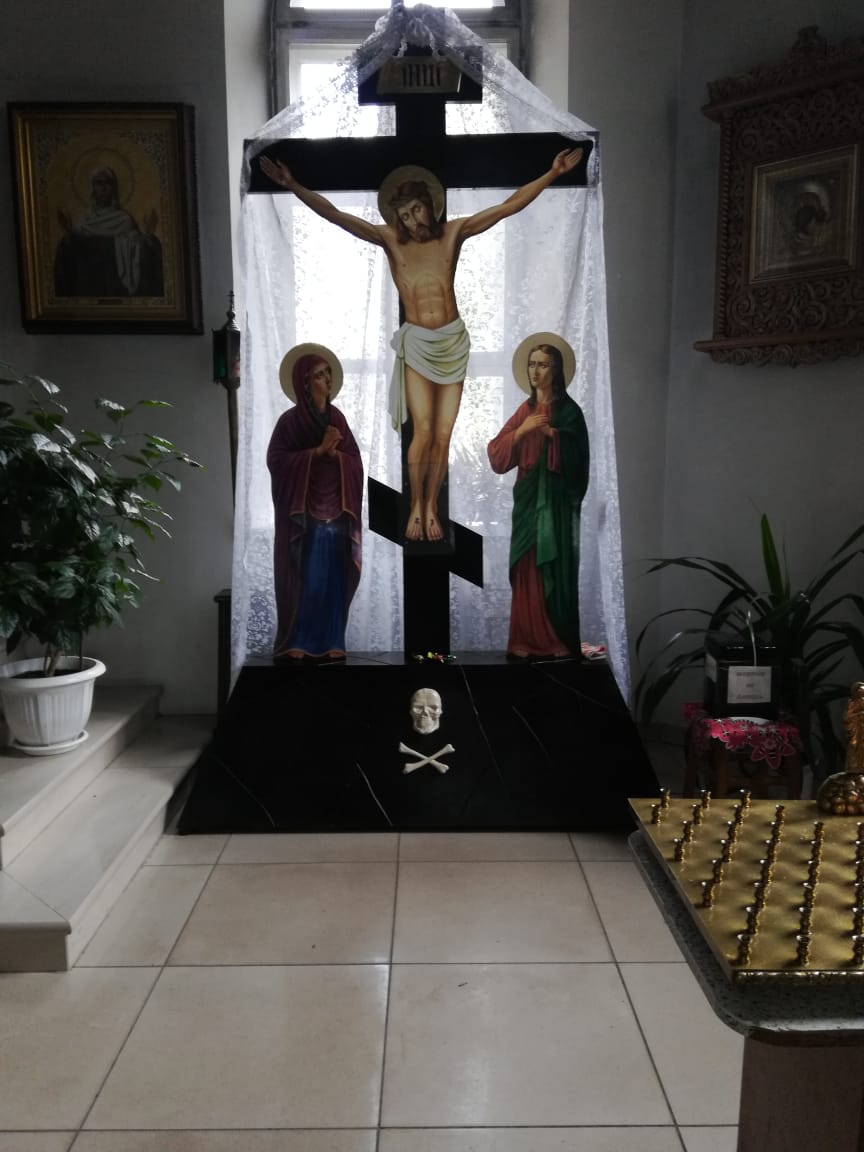

## Духовенство
- Настоятель храма - протоиерей Геннадий Рязанцев[5]

## Престольные праздники
- Архангела Михаила - Сентябрь 19 [по н.с.], Ноябрь 21 [по н.с.]
- Собор Архистратига Михаила и прочих Небесных Сил бесплотных, 21 ноября.
- Прп. Симеона Столпника, 14 сентября[5].